# سیارک ۱۱۱۰۱
سیارک ۱۱۱۰۱ (به انگلیسی: 11101 Ceskafilharmonie، نامگذاری:1995SH) یازده هزار و صد و یکمین سیارک کشف شده‌است که در ۱۷ سپتامبر ۱۹۹۵ کشف شد.
قدر مطلق سیارک برابر ۱۴٫۰۰ است.